# La Récré des 3 Curés
La récré des 3 Curés est un parc de loisirs breton ouvert en 1989 et situé à Milizac, dans le Finistère, en France. 260 000 visiteurs passent les portes du parc par an, ce qui en fait le troisième site touristique payant le plus fréquenté de Bretagne.
Il compte 17 hectares et une quarantaine d'attractions, réparties autour d’un plan d’eau : promenade sur le lac, circuit de montagnes russes, jeux gonflables, toboggans géants, trampolines, montagnes molles, petit train, karting, manèges, mini-ferme, pédalos, 3 000 m2 de jeux couverts avec circuits d’aventures. Un camping quatre étoiles est inauguré en 2011.

## Développement
L'origine de son nom provient du lieu-dit sur lequel il est créé, nommé « lieu-dit des trois curés », à la jonction de trois communes : Milizac, Bourg-Blanc et Coat-Méal. La légende veut qu'une ancienne loi interdisait aux curés de quitter leurs paroisses respectives. Trois prêtres de ces villages voulaient se réunir à l'auberge et avaient trouvé la parade en faisant construire une table triangulaire à la limite de leurs trois paroisses pour se voir tout en se faisant servir par l'auberge voisine.
Créé par deux frères, le parc est au départ un camping de 25 emplacements à la ferme familiale, à côté duquel ils ont eu l'idée d'ajouter au fur et à mesure des jeux pour les enfants et ainsi retenir les campeurs. La famille Bonnefoy dirige depuis le parc construit sur des terres agricoles, autour d'un plan d'eau. La mascotte est une loutre.
Après l'installation d'une piste de karting, le parc d'attractions passe l'un des caps les plus importants de son histoire en 2001, avec l'installation de la première attraction à sensations. Le « Grand huit du train de la mine » permet une augmentation de la fréquentation du parc de 20 %, de 80 000 à 100 000 visiteurs.
Les emplois se répartissent en 36 ETP et 22 permanents en hiver et plus de 80 saisonniers supplémentaires en été. Les enfants des co-créateurs se partagent la gestion et direction du parc depuis 2011. Après avoir développé l'offre pour les plus jeunes, la nouvelle attraction à sensations forte Spoontus — dérivé du mot breton signifiant « effrayant », « incroyable » — est destinée à un public d'ados et d'adultes en 2016. Depuis 2017, des spectacles vivants sont créés spécialement pour le parc. En 2019, 7 millions d'euros sont investis dans un bâtiment d'accueil et un Euro-Fighter de Gerstlauer premier type de ce genre à ouvrir en France pour les trente ans du parc en 2020,.

## Identité visuelle
Le premier logo représente la mascotte du parc. Utilisé depuis l'ouverture en 1989, il reste inchangé jusqu'en 2019 : la palette de couleurs est conservée mais la typographie est simplifiée et la mascotte est remplacée par une grande roue et des montagnes russes stylisées.

Logo utilisé de 1989 à 2019
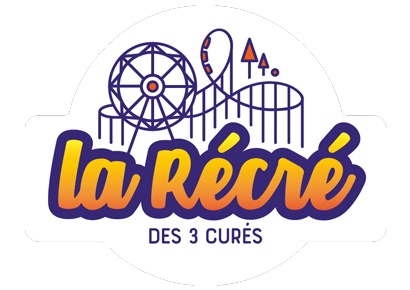
Logo utilisé depuis 2019

## Attractions

### Montagnes russes

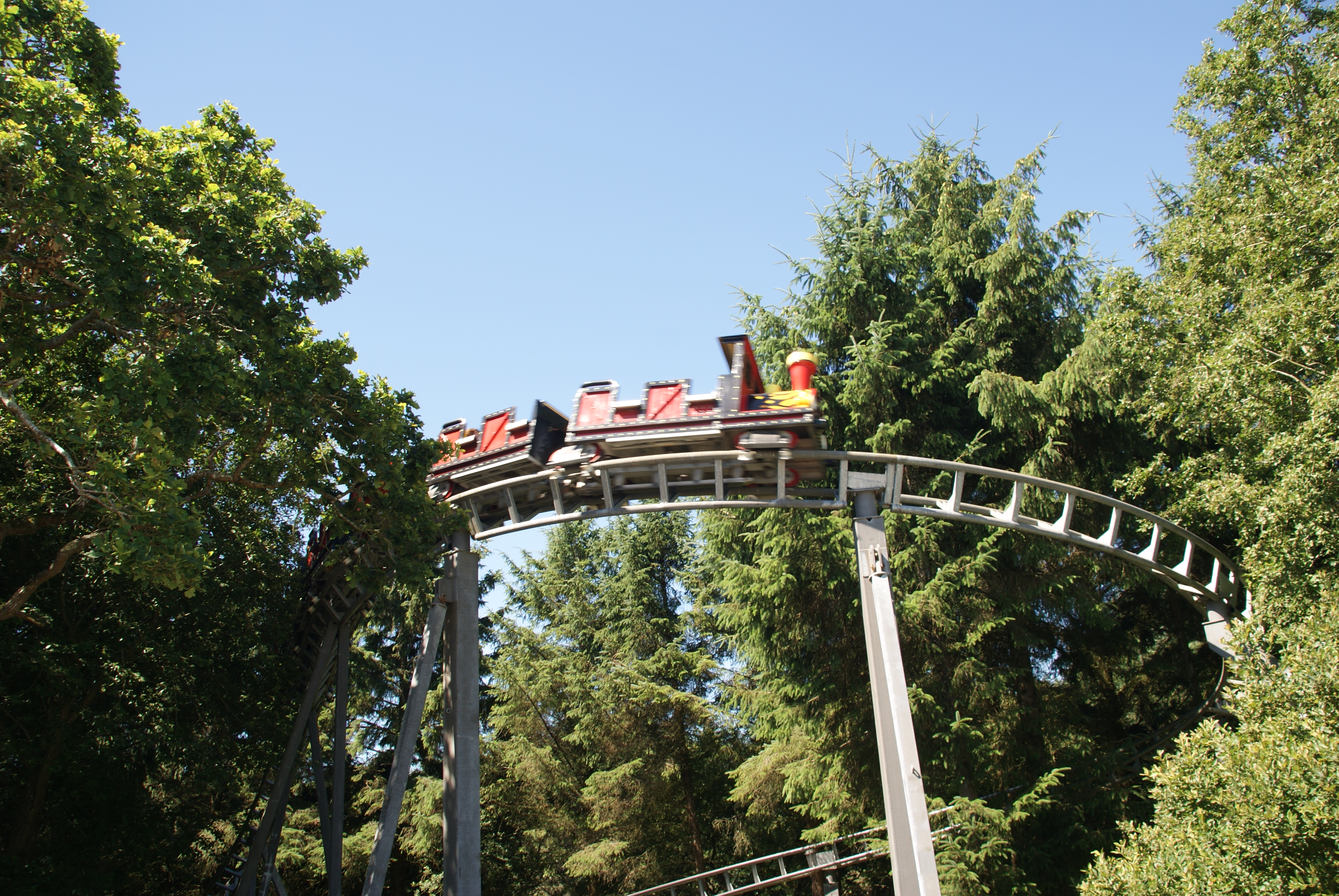
Le Grand Huit en 2010.

| Nom de l'attraction            | Type                     | Constructeur | Année d'ouverture |
| ------------------------------ | ------------------------ | ------------ | ----------------- |
| Grand huit du train de la mine | montagnes russes         | Soquet       | 2001              |
| Jeepo'Dino (le)                | montagnes russes assises | Zamperla     | 2024              |
| Vertika                        | Euro-Fighter (Custom)    | Gerstlauer   | juin 2020         |

| Nom           | Type                    | Constructeur    | Année d'ouverture | Année de fermeture                               |
| ------------- | ----------------------- | --------------- | ----------------- | ------------------------------------------------ |
| Super Dragoon | montagnes russes junior | Levent Lunapark | 2014              | 2015(Remplacé par Baron Rouge/TchouTchou Moutig) |

### Attractions aquatiques
| Nom          | Type                                 | Constructeur     | Année                                   |
| ------------ | ------------------------------------ | ---------------- | --------------------------------------- |
| River Splash | toboggan aquatique                   | Metallbau Emmeln | 2003                                    |
| Aquatico     | aire de jeux aquatiques avec bassins | Van Egdom        | 2010                                    |
| Niagara      | spinning raft                        | Van Egdom        | 2009 (relocalisation de Bobbejaanland). |

### Autres attractions
• Tremor (le)  - Tour de chute de Funtime, 2025
- Bataille d'eau – 2009 ;
- Carrousel vénitien (le) – Carrousel de Concept 1900 ;
- Chevauchée sauvage (la) – Chevaux Galopants de Soquet ;
- Drakkars (les) – Spinning Boat Ride de Mack Rides, 2022 (relocalisation de Bobbejaanland)[13];
- Galion des pirates (le) – bateau à bascule de Metallbau Emmeln, 2005 ;
- Grande roue panoramique (la) – grande roue de 25 mètres de Technical Park, 2008 ;
- Grenouilles (les) – jump around de Zamperla, 2017 ;
- Karting pôle position – circuit de karting ;
- Baron Rouge (le) – Manége a avions de Technicial Park, 2016 ;
- Tchou Tchou Moutig (le) – petit train sur rails, 2016 ;
- Mambo – Music Express de Mack Rides, 2011 (relocalisation de Bobbejaanland) ;
- Mini ferme ;
- Pen Draig (le) – Junior Calypso de Mack Rides, 2023 (relocalisation de Bobbejaanland) ;
- Petit train (le) – train panoramique ;
- Pieuvre (la) – pieuvre de Schwarzkopf, 2012 (relocalisation de Walibi Rhône-Alpes, après réfection dans les ateliers de Soquet[14]) ;
- Rêve d'Icare (le) – Chaises volantes de Zierer, 2015 ;
- Tasses folles (les) – tasses de thé de Technical Park, 2008 ;
- Teufs-Teufs – parcours en tracteurs de Metallbau Emmeln ;
- le Pitz - labyrinthe aquatique - 2023

Disparues

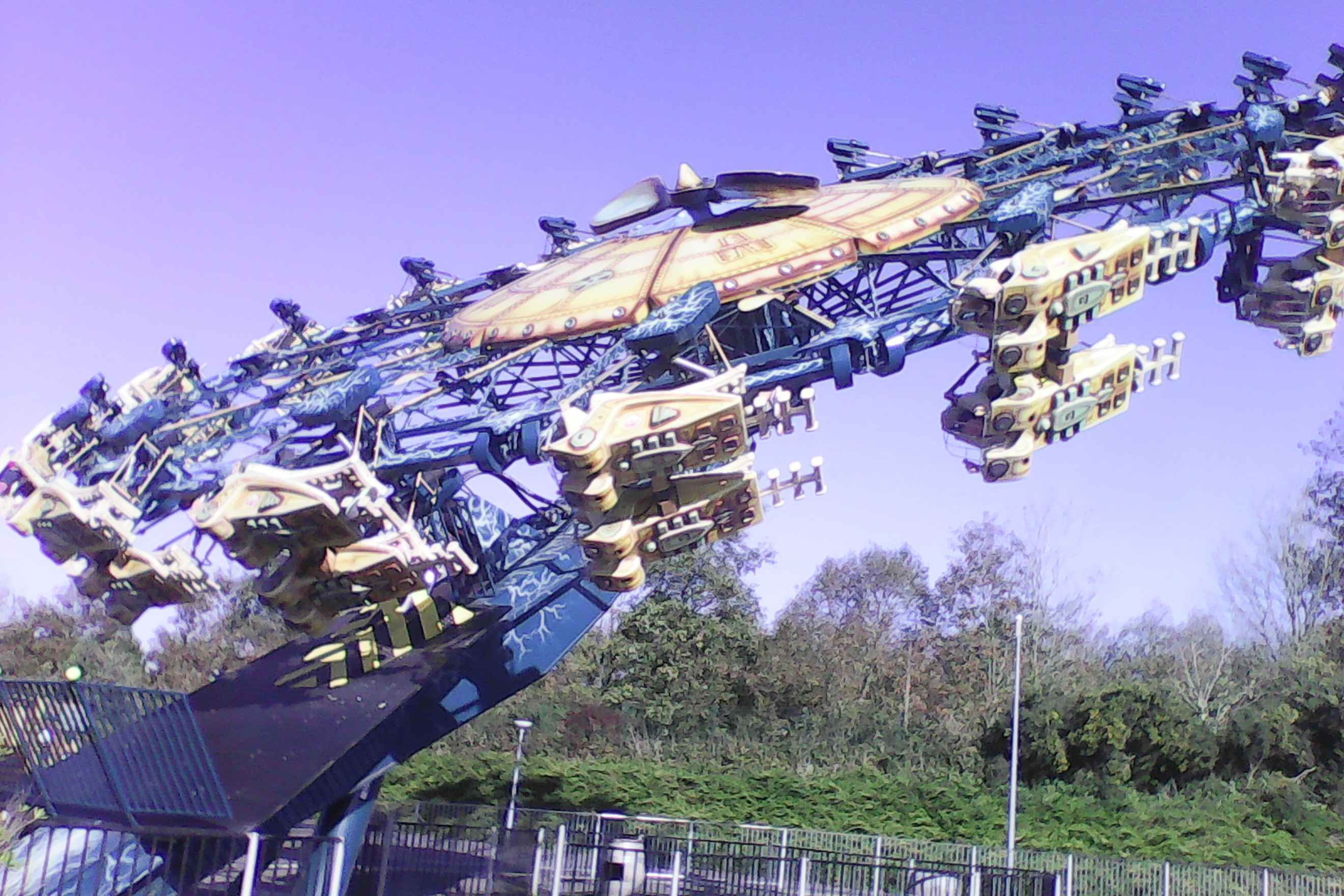
Spoontus.

- Spoontus – Fly Away de Huss Rides, 2016 (relocalisation de Bobbejaanland ; attraction définitivement fermée depuis 2024 mais encore démantelée) ;
- Bob’s – 500 m de piste de luge d'été de Wiegand, 2004 ; (fermée à la fin de la saison 2022 et démantelée 2023)
- Citadelle espagnole (fermée à la fin de la saison 2022 et démantelée 2023) ;
- Volcan d’escalade (fermée à la fin de la saison 2022 et démantelée 2023, remplacé par le Pitz) ;
- Canonnade (fermée à la fin de la saison 2022, reconverti en salle de spectacle en 2023)

## Fréquentation du parc
Voici les chiffres approximatifs de la fréquentation du parc :
| Année | Nombre de visiteurs | Évolution                  |
| ----- | ------------------- | -------------------------- |
| 2000  | 80 000              | manque d'archives          |
| 2001  | 100 000             | +20 % par rapport à 2000   |
| 2011  | 230 000             | manque d'archives          |
| 2013  | 190 660             | -17,1 % par rapport à 2011 |
| 2014  | 220 000             | +15,3 % par rapport à 2013 |
| 2015  | 202 531             | -7,9 % par rapport à 2014  |
| 2016  | 215 000             | 6 % par rapport à 2015     |
| 2017  | 225 000             | 5 % par rapport à 2016     |
| 2023  | 240 000             | manque d'archives          |